# We Belong Together (Randy Newman)
We Belong Together es una canción escrita por el compositor estadounidense Randy Newman, para la película Toy Story 3, ganadora del premio Óscar a la mejor canción original de 2010.

## Descripción
La canción grabada en 2009 y lanzada al mercado el 15 de junio de 2010 con la compañía discográfica Walt Disney Records. Está clasificada como de género blue-eyed soul y pop, con una duración de 4 min 3 s.
Randy Newman ya había ganado el premio Óscar a la mejor canción original nueve años antes por la canción If I Didn't Have You perteneciente también a una película de animación Monsters, Inc..

## Letra
Don't you turn your back on me
 Don't you walk away
 Don't you tell me that I don't care
 'Cause I do
Don't you tell me, I'm not the one
 Don't you tell me, I ain't no fun
 Just tell me you love me like I love you
 You know you do
When we're together
 Clear skies are clearer
 And I'd share them
 They way I'm less depressed
And sincerely
 From the bottom of my heart
 I just can't take it
 When we're apart
We belong together
 We belong together
 Yes, we do
 You'll be mine, forever
We belong together
 We belong together
 You know, it's true
 It's gonna stay this way, forever
 Me and you
If I could really talk to you
 If I could find a way
 I'm not shy, there's a whole lot I wanna say
 Of course, there is
Talk about friendship and loyal things
 Talk about how much you mean to me
 And I'll promise to always be by your side
 Whenever you need me
The day I met you
 Was the luckiest day of my, day of my life
 And I bet you feel the same
 At least I hope you do
So don't forget
 If the future should take you away
 That you'll always be part of me
We belong together
 We belong together
 Wait and see
 It's gonna be this way forever
We belong together
 We belong together honestly
 We'll go on this way forever
 Me and you, you and me.